# Personal Training

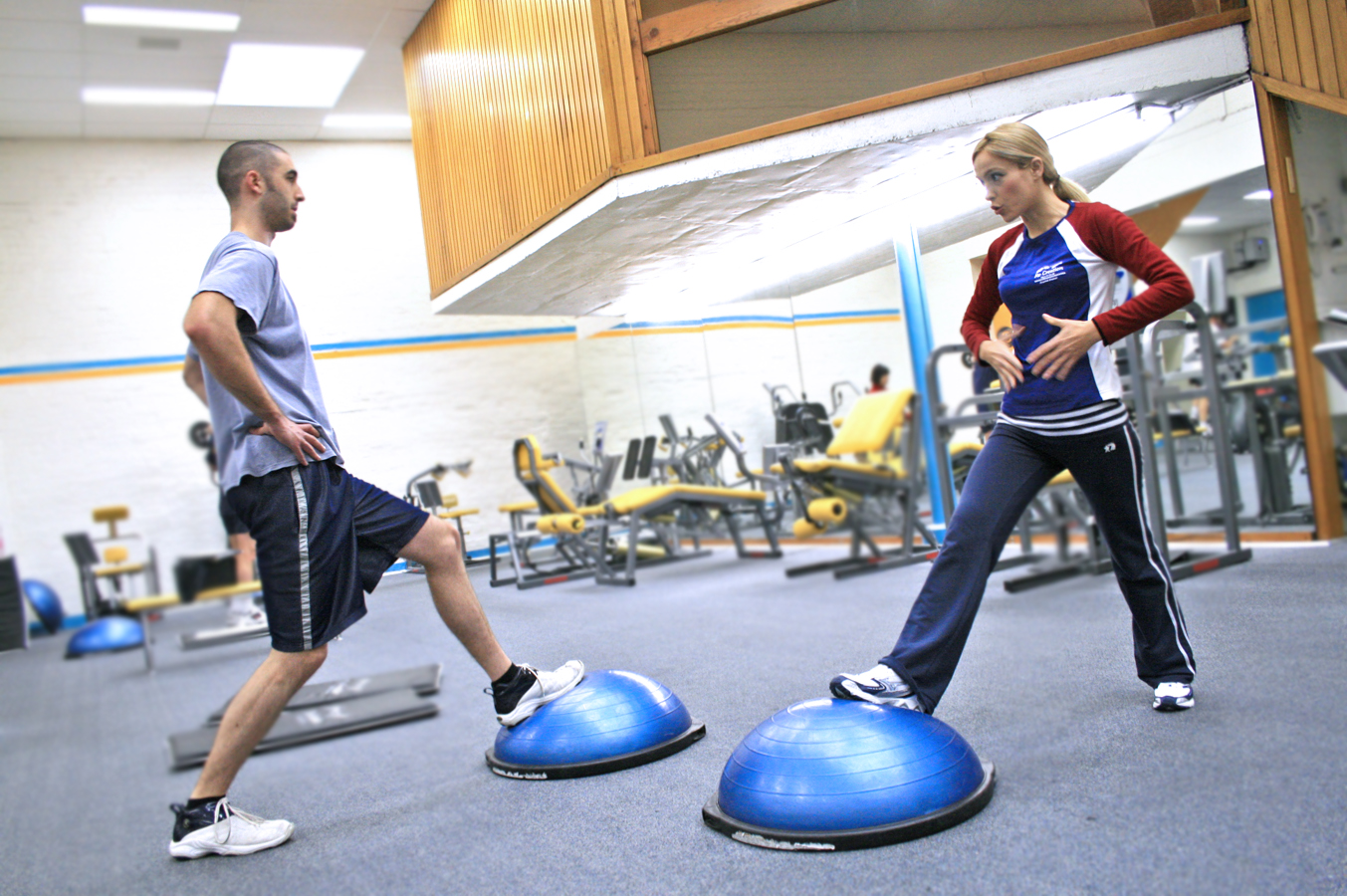
Personal Training innen

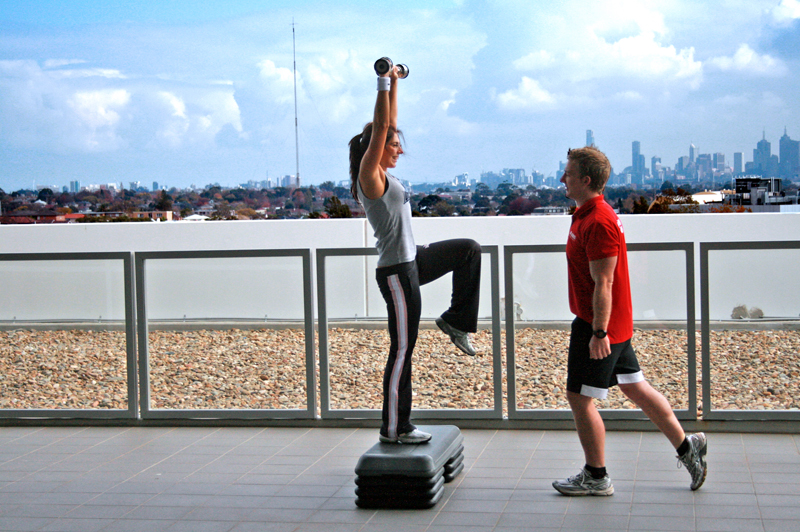
Personal Training draußen

Personal Training (englisch für persönliches Training) oder Einzeltraining bezeichnen das körperliche und ggf. auch mentale Fitnesstraining im Rahmen einer persönlichen und individuellen Betreuung einzelner Personen durch einen ausgebildeten Trainer. Dabei berät er bei der Erstellung eines Trainingsplans, bereitet auf die individuellen Bedürfnisse abgestimmte Einzellektionen vor und gibt Tipps für eine das Training unterstützende Ernährung. Trainings werden meist in Fitness-Studios oder Outdoor abgehalten. Neben dem Einzeltraining gibt es die 1:2-Betreuung, das sogenannte Partner Personal Training sowie das Training in Kleingruppen (z. B. für die Mitarbeiter eines Unternehmens), wobei die Abgrenzung gegen den Begriff Lifecoach nicht mehr klar ist.

## Tätigkeit
Ein Personal Trainer erstellt Trainingspläne, berät bei der Auswahl entsprechender Sportgeräte und gibt Tipps für eine das Training unterstützende Ernährung. Sie betreuen Personen während des Trainings, geben Hilfestellung und korrigieren wenn nötig fehlerhafte Bewegungsabläufe. In Fitness-Center sind sie eventuell auch für die Wartung der Trainingsgeräte zuständig.
Genutzt werden Personal Trainings häufig von:
- beruflich und zeitlich stark in Anspruch genommene Personen, welche die zur Verfügung stehende Zeit mit individuell angepassten Übungsprogrammen optimal nutzen wollen.
- Nischenzielgruppen (wie Kinder oder Senioren), welche ein auf sie und ihre Möglichkeiten abgestimmtes Training benötigen (unter Berücksichtigung von Beschwerden und Vorerkrankungen).
- Prominenten, die ein Einzeltraining gegenüber einem Fitness-Studio bevorzugen.
- Personen, die persönliche Ziele in Fitness-Studios oder mit Diäten nicht erreicht haben und Motivation, sowie Kontrolle des Trainings durch einen Trainer benötigen.

Ein weiteres Betätigungsfeld des Personal Trainers stellt der Bereich Firmenfitness dar. Firmenfitness wird als Gruppensport für die Mitarbeiter angeboten als Ausgleichstraining zum Arbeitsplatz. Das Ziel ist gesunde und motivierte Mitarbeiter, die weniger krank sind.
Bekannte Personal Trainer sind Daniel von Schweden, John Sitaras und Clifford Opoku-Afari.

## Sonderformen

### Online Personal Trainer
Ein Online Personal Trainer ist mit dem Wissen und den Erfahrungen eines realen Trainers programmiert und ist in der Lage, nach Eingabe einiger wesentlicher persönlicher Daten, wie z. B. Trainingsziel, Trainingsschwerpunkt, verwendete Ausrüstung, Alter und Trainingshäufigkeit, automatisch individualisierte Trainingspläne und Ernährungspläne für den jeweiligen Nutzer zu erzeugen. Eine Variation dieser Form ist das Online Personal Training, bei dem mit einem realen Trainer über das Internet kommuniziert wird.

### Mikro-Fitness-Studio
In Mikro-Fitness-Studios, in denen meist auf kleinem Raum ohne die klassischen Fitnessgeräte trainiert wird, sind Personal Trainer obligatorisch. Dabei werden beispielsweise Krafttrainings mit freien Gewichten, Athletiktrainings, funktionelle Trainings oder auch das sog. EMS-Training eingesetzt.

## Deutschland
In Deutschland wurde Personal Training Ende der 1990er Jahre bekannt, unter anderem durch die Gründung des Bundesverbands Deutscher Personal Trainer (heute Bundesverband Personal Training).
Die Berufsbezeichnung „Personal Trainer“ ist gesetzlich nicht geschützt. Eine einheitliche und allgemein anerkannte Ausbildung gibt es nicht. Auch ohne jegliche Ausbildung kann man sich „Personal Trainer“ nennen. Kommerzielle Institute bieten sogenannte Zertifikate und Qualifizierungen an.
Die meisten Vollzeittrainer sind in Netzwerken wie dem Bundesverband Personal Training organisiert. Sie haben in der Regel neben einem Hochschulstudium oder einer Grundausbildung mehrere Zusatzausbildungen und Weiterbildungen absolviert.
Es gibt in Deutschland heute etwa 300 persönliche Trainer in Vollzeit und einige tausend Trainer, die persönliches Training nebenberuflich anbieten. Manche sind darüber hinaus bei einem Fitness-Studio beschäftigt, da sie so leichter Zugang zum Markt haben.
Der Preis für eine Trainingsstunde bei einem professionellen Personal Trainer liegt zwischen 80 und 150 Euro. Der vergleichsweise hohe Preis resultiert unter anderem daraus, dass hauptberuflich tätige Trainer jede Trainingseinheit vor- und nachbereiten und sich zeitlich und räumlich flexibel auf jeden Klienten individuell einstellen und oft auch längere Anfahrtswege zu den einzelnen Klienten in Kauf nehmen. Außerdem müssen Steuern (zum Beispiel Umsatzsteuer) und Rentenversicherungsbeiträge abgeführt werden. In Deutschland besteht für hauptberufliche Trainer Rentenversicherungspflicht (auch Selbstständige). Außerdem verfügen die meisten Vollzeit-Personal-Trainer auch über eine Berufshaftpflichtversicherung. Viele Personal Trainer stehen auch abseits des Trainings als Ansprechpartner zur Verfügung und übernehmen etwa Motivationscoachings, um die Regelmäßigkeit von Ernährungsumstellungen und eigenständig durchgeführten Trainingseinheiten sicherzustellen.

## Österreich
Die Ausbildung zum Personal Trainer kann entweder nach Absolvierung der Schulpflicht als Lehrberuf oder im Rahmen eines Sport- oder gesundheitsberuflichen Studiums oder Erwachsenenbildung absolviert werden. Ausbildungskurse werden an Bundessportakademien, privaten Weiterbildungsinstituten im Bereich Fitness- und Wellnesstraining sowie an verschiedenen privaten Sport-, Bewegungs- und Gesundheitsschulen angeboten. Sie unterscheiden sich in ihren Ausbildungsinhalten, der Ausbildungsdauer und den Kosten erheblich.
Die gesetzliche Voraussetzung für eine Lehre im Lehrberuf Personal Trainer bzw. Fitnessbetreuer ist die Erfüllung der Schulpflicht und die erfolgreiche Ablegung einer Eignungsprüfung zum Nachweis der körperlichen und geistigen Fitness. Die Lehrzeit beträgt drei Jahre, wobei die Ausbildung im Betrieb und in der Berufsschule erfolgt.
In Österreich ist für die „Erstellung von Trainingskonzepten für gesundheitsbewusste Personen“ gemäß der Bundeseinheitliche Liste der freien Gewerbe kein Befähigungsnachweis erforderlich. Für eine Selbständigkeit wird auch keine Gewerbeberechtigung erfordert, da gemäß § 2 GewO die Wissensvermittlung in Form von Unterrichtstätigkeit (z. B. im Rahmen von Vorträgen, Workshops, Seminaren, Kochkursen usw.) vom Anwendungsbereich der Gewerbeordnung ausgenommen ist.

## Schweiz
Die Bezeichnung „Personal Training“ oder „Personal Fitness Training“ zählt in der Schweiz nicht zu einer anerkannten Berufsgattung und unterliegt keinen einheitlichen Qualitätsstandards. Daher gibt es Unterschiede in der Ausbildung, Qualität und den Kosten. Der 2007 gegründete „Schweizerische Personal Trainer Verband“ setzt sich für eine Qualitätssicherung, der Transparenz für Kunden und der Förderung des Berufs „Personal Trainer“, mit dem Ziel, dass er ein anerkannter Titel innerhalb der Bewegungsberufe wird.

## Europa
Mit einem kontinuierlichen Wachstum stellt Europa einen attraktiven Markt für die Gesundheits- und Fitnessbranche dar. Dabei bildeten Deutschland und Großbritannien 2019 die Märkte mit den größten Einnahmen. Insgesamt gibt es in Europa über 70.000 Personal Trainer. Mit 26.310 Trainern hat Großbritannien die höchste Anzahl an Trainern. Laut dem europäischen Forum für Gesundheit und Fitness Europa sind ⅔ aller Trainer in Europa männlich. Beim Vergleich der Preise für eine Trainingseinheit, beträgt der Durchschnittspreis für ein Personal Training in Europa 53 €.